# Libanosemidalis hammanaensis
Libanosemidalis hammanaensis (лат.) — ископаемый вид сетчатокрылых насекомых из рода Libanosemidalis из семейства пыльнокрылы (Coniopterygidae). Обнаружены в нижнемеловых (неоком) ливанских янтарях Азии (Mdeyrij-Hammana, Casa Baabda, Ливан).
Вид был впервые описан в 2000 году палеоэнтомологами Д. Азаром (D. Azar), Андре Нелем с соавторами (André Nel; Национальный музей естественной истории, Париж).
Вместе с другими ископаемыми видами сетчатокрылых насекомых, такими как Paraberotha acra, Spinoberotha mickaelacrai, Alloberotha petrulevicii, Alboconis cretacica, Oisea celinea, Eorhachiberotha burmitica, Phthanoconis burmitica, Glaesoconis baliopteryx, Retinoberotha stuermeri, Chimerhachiberotha acrasarii являются одними из древнейших представителей Neuroptera, что было показано в 2007 году американскими палеоэнтомологами Майклом Энджелом (Engel M.) и Дэвидом Гримальди (Grimaldi D. A.).